# Adelheid Steinmann

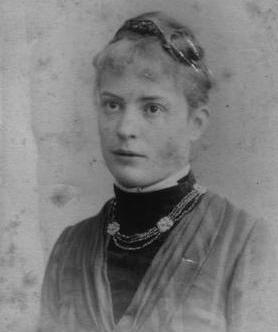
Adelheid Steinmann (1900)

Adelheid Steinmann, geborene Adelheid Holtzmann (* 26. April 1866 in Heidelberg; † 20. Januar 1925 in Bonn), war eine deutsche Frauenrechtlerin und Politikerin. 

## Leben
Adelheid Steinmann wurde 1866 als Tochter des Theologen Heinrich Holtzmann geboren, ihre Mutter Karoline (1840–1889) war die Tochter des Historikers Georg Weber. Zu ihren Brüdern zählen der Historiker Robert Holtzmann und der Hygieniker Friedrich Holtzmann, der Historiker Walther Holtzmann war Adelheid Steinmanns Vetter. Im Jahr 1886 heiratete sie den Geologen Gustav Steinmann. Das Ehepaar hatte einen Sohn, den Pädagogen Gustav Steinmann, und vier Enkelkinder. Zu ihnen gehörte Wulf Steinmann (1930–2019), Mitglied der Europäischen Akademie der Wissenschaften und Künste sowie Präsident und Rektor der Ludwig-Maximilians-Universität München (1982–1994).

## Leistungen
Adelheid Steinmann setzte im Jahr 1900 erfolgreich das allgemeine Frauenstudium in Baden, als erstem Land im Deutschen Reich, durch. Rückwirkend wurden vier Frauen für das Wintersemester 1899/1900 an der Universität Freiburg eingeschrieben. Dabei konnte sie auf die Unterstützung ihres Mannes zählen, der damals Prorektor der Universität war.
Bis dahin konnten Frauen in Deutschland nur mit Sondergenehmigung studieren oder als Gasthörerin zugelassen werden. Voraussetzung für eine Sondergenehmigung war meist die „Beaufsichtigung“ durch einen Ehemann. Als Preußen erstmals 1908 das Frauenstudium zuließ, studierten in Freiburg bereits 58 Studentinnen, Gasthörerinnen einschließend waren es 132. 
In der Folge wurde Adelheid Steinmann von 1900 bis 1914 Reichsvorsitzende des Vereins Frauenbildung-Frauenstudium. Von der Bildungsfrage verlagerte sich ihr Wirken nach 1908 zunehmend in den politischen Bereich, ein Ziel war das Frauenstimmrecht. Seit dem Jahr 1912 wirkte sie mit Julie Bassermann im Reichsfrauenausschuss der Nationalliberalen Partei. 1918 wurde Steinmann Mitbegründerin der linksliberalen Deutschen Demokratischen Partei (DDP) und deren zweite Vorsitzende. Der erste Vorsitz blieb einem Mann vorbehalten, es war Friedrich Naumann.
Adelheid Steinmann kandidierte 1919 für die Nationalversammlung, ihren sicheren Listenplatz hatte sie allerdings an die spätere Reichs- und Bundestagsabgeordnete Marie Elisabeth Lüders abgetreten. In Bonn gehörte Steinmann zu den ersten weiblichen Stadtverordneten Deutschlands.

## Ehrungen
Eine Straße im Freiburger Stadtteil Rieselfeld trägt den Namen Adelheid-Steinmann-Straße. 
Trotz ihrer erfolgreichen Tätigkeit ist heute ihr Name in Vergessenheit geraten. Bei Ausstellungen zur Frauenfrage wird er nie genannt.

## Schriften
- Die höhere Mädchenbildung, Vorträge gehalten auf dem Kongreß zu Kassel. Leipzig/Berlin 1908.
- Die Forderung politischer Neutralität im Frauenstimmrecht. In: Die Frau, Bd. 17 (1909/1910), S. 641–648.
- Frauenbewegung und Parteipolitik. In: Die Frau, Bd. 19 (1911/12), S. 481–486.
- Zwei Frauenurteile über Mann, Frau und Familie. In: Die Frau, Bd. 20 (1912/1913), S. 153–159.
- Wieder einmal das Oberlyceum und seine Freunde. In: Die Frau, Bd. 21 (1913/1914), S. 370–374.
- Die Frau in der Familie. In: Jahrbuch des Bundes Deutscher Frauenvereine. 1918, S. 31–49.
- zahlreiche Vorträge und Denkschriften (Stadtarchiv Freiburg und Stadtarchiv Bonn).